# Casino de Montecarlo
El Casino de Montecarlo (en francès: Le casino de Monte-Carlo) és un dels atractius turístics més notables del Principat de Mònaco. El complex del casino és un sistema de jocs d'atzar que inclou també el Gran Teatre de Montecarlo, una òpera i una casa de ballet, i la seu dels Ballets de Montecarlo.
Està situat al districte de Montecarlo, encara que pels ciutadans del Principat de Mònaco és prohibit d'entrar a les sales de joc des de 1860, quan Carles III de Mònaco va legalitzar els jocs d'atzar al Principat. El casino és propietat de la Societé des Bains de Mer, una empresa pública, en la qual el govern té una participació majoritària. Aquesta empresa també és propietària dels principals hotels i clubs de la comunitat que serveixen a la indústria turística de Mònaco.
El casino era la seu anual de la Gran Final del Tour europeu de pòquer (European Poker Tour Grand Final). Després va ser substituït pel Gran Casino de Madrid.